# Trachelas mombachensis
Espèce
Trachelas mombachensis est une espèce d'araignées aranéomorphes de la famille des Trachelidae.

## Distribution
Cette espèce est endémique du département de Granada au Nicaragua. Elle se rencontre entre 700 et 800 m d'altitude sur le Mombacho.

## Description
Le mâle holotype mesure 4,0 mm et la femelle paratype 4,7 mm, les mâles mesurent de 4,0 à 4,8 mm et les femelles de 4,6 à 5,0 mm.

## Étymologie
Son nom d'espèce, composé de mombach[o] et du suffixe latin -ensis, « qui vit dans, qui habite », lui a été donné en référence au lieu de sa découverte, le Mombacho.

## Publication originale
- Leister & Miller, 2015 : Description of a new tracheline spider, Trachelas mombachensis sp. n., in the T. bispinosus species group from the Mombacho Volcano in Nicaragua (Araneae: Trachelidae). Zootaxa, no 3936(1), p. 141-146.